# 加斯帕尔峰
44°59′54″N 6°19′51″E / 44.99833°N 6.33083°E

加斯帕尔峰（法語：Pic Gaspard）是法國的山峰，位於該國東南部，由上阿爾卑斯省負責管轄，屬於多菲内前阿尔卑斯山脉中埃克蘭山的一部分，海拔高度3,883米，每年平均降雨量1,410毫米。